# 兔塚英志
兔塚英志 是一位日本插畫家、原畫家。

## 經歷

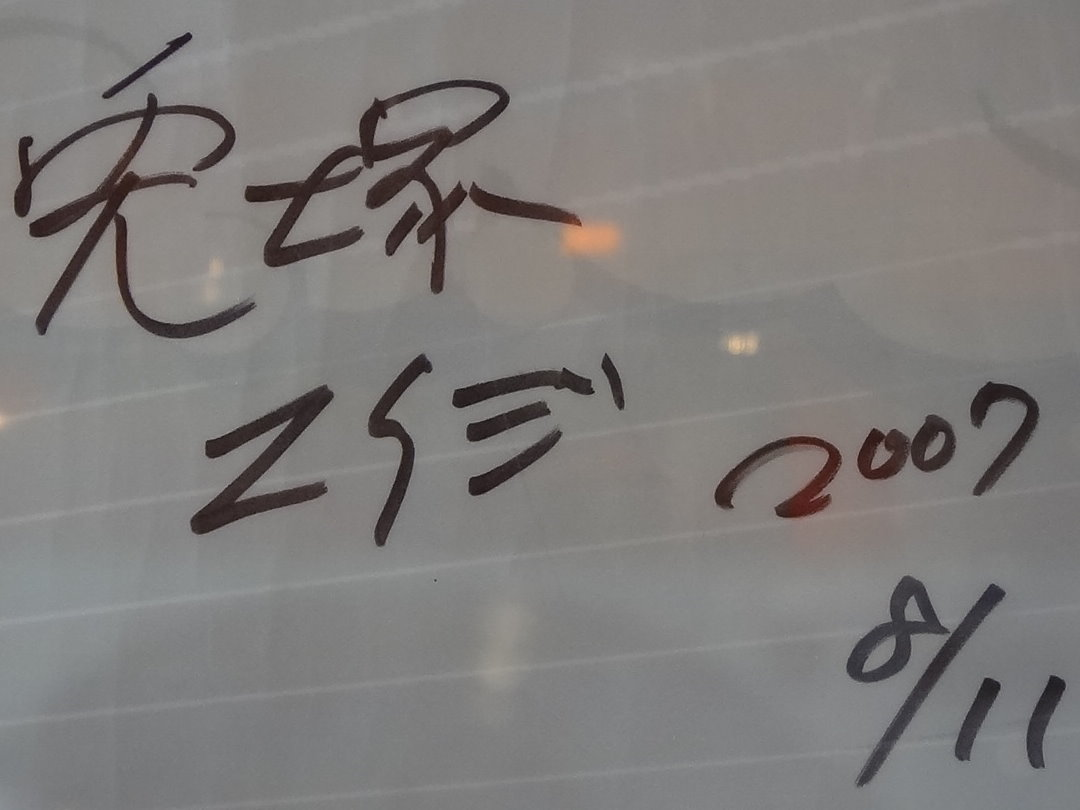
2007年（第8屆）漫畫博覽會的兔塚英志簽名

- 兔塚畢業於大阪產業大學。畢業後進入Visual Art's，以筆名來進行活動，並以活躍的以插畫家「兔塚」的身分進行插畫工作。主要作品為《零之使魔》的插畫。
- 一開始兔塚的個人資料並未註明為Visual Art's的員工，而Visual Art's也不知情[2]。但是就是兔塚的事情偶然被發現[3][4]；後來Visual Art's旗下品牌「mana」的成人遊戲《Angel Magister》便以兔塚擔任原畫，並以兔塚名義公開。

## 作品、插畫列表
- 以「兔塚英志」（兎塚エイジ）名義
  - 小說《零之使魔》插畫
  - 小說《帶著智慧型手機闖蕩異世界。》插畫
  - 小說《我在周末與龍冒險》插畫
  - 小說《紅蓮皇女與絕對記憶黑皇子》插畫
  - 小說《神曲奏界藍》插畫
  - 小說《神秘少女羽音：奔向有你的未來》插畫
  - 小說《龍騎兵的防禦工事》插畫
  - 小說《貴族少女的使命！》插畫
  - 成人遊戲《Angel Magister》原畫
- 以「サワガニ」名義
  - （CG）
  - 《Scramble Heart》（部分原画）

## 外部連結
- DO-RAKU7（日語）兔塚英志官方網站